# Eruzione dell'Etna del 1800
L'eruzione dell'Etna del 25 febbraio 1800 viene citata dal naturalista Carlo Gemmellaro e fu particolarmente singolare per la sua breve durata e per i fenomeni prodotti.

## Storia
Avvenuta senza aver dato segni premonitori, si manifestò con una forte esplosione dal cratere centrale che fece cadere, nei paesi etnei del versante orientale (Zafferana in particolare) una pioggia di lapilli di considerevoli dimensioni (un cronista del tempo parla di formazioni rocciose di circa 5 cm di diametro) che portarono gli abitanti all'idea di lasciare le loro case.
Così si esprimeva il canonico Giuseppe Recupero in un suo libro postumo del 1815, ovviamente integrato dal nipote Agatino Recupero (il vecchio Recupero era morto nel 1778 e non poteva aver visto l'eruzione):
(Giuseppe Recupero, 1815)